# Michail Kuznetsov (roddare)
Michail Nikolajevitj Kuznetsov (ryska: Михаил Николаевич Кузнецов), född den 4 juni 1952 i Moskva, är en sovjetisk roddare.
Han tog OS-guld i fyra utan styrman i samband med de olympiska roddtävlingarna 1976 i Montréal.